# Los Sandovales, Nayarit
Los Sandovales är en ort i Mexiko.   Den ligger i kommunen Acaponeta och delstaten Nayarit, i den centrala delen av landet, 700 km nordväst om huvudstaden Mexico City. Los Sandovales ligger 12 meter över havet och antalet invånare är 138.
Terrängen runt Los Sandovales är platt. Runt Los Sandovales är det ganska glesbefolkat, med 25 invånare per kvadratkilometer. Närmaste större samhälle är Acaponeta, 7,4 km nordost om Los Sandovales. Omgivningarna runt Los Sandovales är en mosaik av jordbruksmark och naturlig växtlighet.